# Chimixtla
Chimixtla är en ort i Mexiko.   Den ligger i kommunen Atlixtac och delstaten Guerrero, i den sydöstra delen av landet, 210 km söder om huvudstaden Mexico City. Chimixtla ligger 1 779 meter över havet och antalet invånare är 122.
Terrängen runt Chimixtla är lite bergig. Runt Chimixtla är det ganska glesbefolkat, med 43 invånare per kvadratkilometer. Närmaste större samhälle är Alpuyecancingo de las Montañas, 14,9 km norr om Chimixtla. I omgivningarna runt Chimixtla växer huvudsakligen savannskog.